# Australian Open 2011 - Qualificazioni singolare ragazzi
Le qualificazioni del singolare ragazzi dell'Australian Open 2011 sono state un torneo di tennis preliminare per accedere alla fase finale della manifestazione. I vincitori dell'ultimo turno sono entrati di diritto nel tabellone principale. In caso di ritiro di uno o più giocatori aventi diritto a questi sono subentrati i lucky loser, ossia i giocatori che hanno perso nell'ultimo turno ma che avevano una classifica più alta rispetto agli altri partecipanti che avevano comunque perso nel turno finale.
Alle qualificazioni per il singolare ragazzi del 2011 hanno partecipato 64 giocatori che dovevano disputarsi 8 posti per il tabellone principale.

## Giocatori

### Teste di serie
Le 9 teste di serie hanno ricevuto un bye per il 2º turno.
1. Bruno Sant'Anna (qualificato)
2. Shane Vinsant (secondo turno)
3. Oriol Roca Batalla (qualificato)
4. Patrik Fabian (secondo turno)
5. Zhaoyi Cao (secondo turno, ritiro)
6. Kaichi Uchida (ultimo turno)
7. Rakshay Thakkar (secondo turno)
8. Mac Styslinger (qualificato)

1. Jaden Grinter (qualificato)
2. Axel Álvarez Llamas (qualificato)
3. Arjun Kadhe (ultimo turno)
4. Emmet A. Egger (secondo turno)
5. Kazuma Kawachi (ultimo turno)
6. Thomas Szewczyk (qualificato)
7. Constantin Christ (ultimo turno)
8. Soichiro Moritani (ultimo turno)

### Qualificati
1. Bruno Sant'Anna
2. Darius Florin Bragusi
3. Oriol Roca Batalla
4. Jaden Grinter

1. Thanasi Kokkinakis
2. Axel Álvarez Llamas
3. Thomas Szewczyk
4. Mac Styslinger

## Tabellone qualificazioni

### Legenda
| - Q = Qualificato - WC = Wild card - LL = Lucky loser | - ALT = Alternate - SE = Special Exempt - PR = Protected Ranking | - w/o = Walkover - r = Ritirato - d = Squalificato |

### 1ª sezione
|  | Primo turno        | Primo turno        | Primo turno        | Primo turno | Primo turno |  |  | Secondo turno | Secondo turno      | Secondo turno      | Secondo turno  | Secondo turno |   |   | Ultimo turno | Ultimo turno    | Ultimo turno | Ultimo turno | Ultimo turno |  |
|  |                    |                    |                    |             |             |  |  |               |                    |                    |                |               |   |   |              |                 |              |              |              |  |
|  |                    |                    |                    |             |             |  |  |               |                    |                    |                |               |   |   |              |                 |              |              |              |  |
|  |                    |                    |                    |             |             |  |  | 1             | Bruno Sant'Anna    | Bruno Sant'Anna    | 6              | 7             |   |   |              |                 |              |              |              |  |
|  | Juan Pablo Murra   | Juan Pablo Murra   | Juan Pablo Murra   | 6           | 6           |  |  |               | Juan Pablo Murra   | Juan Pablo Murra   | 4              | 6(5)          |   |   |              |                 |              |              |              |  |
|  | Charlie Nettlefold | Charlie Nettlefold | Charlie Nettlefold | 1           | 1           |  |  |               |                    |                    |                |               |   |   | 1            | Bruno Sant'Anna | 6            | 5            | 6            |  |
|  | Thien Nguyen Hoang | Thien Nguyen Hoang | Thien Nguyen Hoang | 6           | 6           |  |  |               |                    | 13                 | Kazuma Kawachi | 2             | 7 | 4 |              |                 |              |              |              |  |
|  | Robert A. Allan    | Robert A. Allan    | Robert A. Allan    | 4           | 0           |  |  |               | Thien Nguyen Hoang | Thien Nguyen Hoang | 2              | 3             |   |   |              |                 |              |              |              |  |
|  |                    | Mitchell Burman    | 2                  | 6           | 2           |  |  | 13            | Kazuma Kawachi     | Kazuma Kawachi     | 6              | 6             |   |   |              |                 |              |              |              |  |
|  | 13                 | Kazuma Kawachi     | 6                  | 1           | 6           |  |  |               |                    |                    |                |               |   |   |              |                 |              |              |              |  |

### 2ª sezione
|  | Primo turno           | Primo turno           | Primo turno           | Primo turno | Primo turno |  |  | Secondo turno | Secondo turno         | Secondo turno  | Secondo turno | Secondo turno |   |   | Ultimo turno | Ultimo turno          | Ultimo turno | Ultimo turno | Ultimo turno |  |
|  |                       |                       |                       |             |             |  |  |               |                       |                |               |               |   |   |              |                       |              |              |              |  |
|  |                       |                       |                       |             |             |  |  |               |                       |                |               |               |   |   |              |                       |              |              |              |  |
|  |                       |                       |                       |             |             |  |  | 2             | Shane Vinsant         | 6              | 6(5)          | 6             |   |   |              |                       |              |              |              |  |
|  | Darius Florin Bragusi | Darius Florin Bragusi | Darius Florin Bragusi | 6           | 6           |  |  |               | Darius Florin Bragusi | 4              | 7             | 8             |   |   |              |                       |              |              |              |  |
|  | Marshall Street       | Marshall Street       | Marshall Street       | 2           | 0           |  |  |               |                       |                |               |               |   |   |              | Darius Florin Bragusi | 3            | 6            | 6            |  |
|  | Jonathan Bejar        | Jonathan Bejar        | Jonathan Bejar        | 6           | 6           |  |  |               |                       | 11             | Arjun Kadhe   | 6             | 2 | 2 |              |                       |              |              |              |  |
|  | Sirawit Yumuang       | Sirawit Yumuang       | Sirawit Yumuang       | 4           | 1           |  |  |               | Jonathan Bejar        | Jonathan Bejar | 4             | 1             |   |   |              |                       |              |              |              |  |
|  |                       | Matt Roso             | Matt Roso             | 3           | 0           |  |  | 11            | Arjun Kadhe           | Arjun Kadhe    | 6             | 6             |   |   |              |                       |              |              |              |  |
|  | 11                    | Arjun Kadhe           | Arjun Kadhe           | 6           | 6           |  |  |               |                       |                |               |               |   |   |              |                       |              |              |              |  |

### 3ª sezione
|  | Primo turno            | Primo turno            | Primo turno       | Primo turno | Primo turno |  |  | Secondo turno | Secondo turno      | Secondo turno      | Secondo turno  | Secondo turno  |   |   | Ultimo turno | Ultimo turno       | Ultimo turno       | Ultimo turno | Ultimo turno |  |
|  |                        |                        |                   |             |             |  |  |               |                    |                    |                |                |   |   |              |                    |                    |              |              |  |
|  |                        |                        |                   |             |             |  |  |               |                    |                    |                |                |   |   |              |                    |                    |              |              |  |
|  |                        |                        |                   |             |             |  |  | 3             | Oriol Roca Batalla | Oriol Roca Batalla | 6              | 6              |   |   |              |                    |                    |              |              |  |
|  | Jacob Grills           | Jacob Grills           | 7                 | 0           | 3           |  |  |               | Andrew Ochotta     | Andrew Ochotta     | 1              | 3              |   |   |              |                    |                    |              |              |  |
|  | Andrew Ochotta         | Andrew Ochotta         | 6(4)              | 6           | 6           |  |  |               |                    |                    |                |                |   |   | 3            | Oriol Roca Batalla | Oriol Roca Batalla | 6            | 6            |  |
|  | Darren K. Polkinghorne | Darren K. Polkinghorne | 6                 | 3           | 1           |  |  |               |                    |                    | Laurent Lokoli | Laurent Lokoli | 0 | 1 |              |                    |                    |              |              |  |
|  | Laurent Lokoli         | Laurent Lokoli         | 2                 | 6           | 6           |  |  |               | Laurent Lokoli     | Laurent Lokoli     | 7              | 7              |   |   |              |                    |                    |              |              |  |
|  |                        | Andrew Macfarlane      | Andrew Macfarlane | 0           | 0           |  |  | 12            | Emmett A. Egger    | Emmett A. Egger    | 5              | 6(10)          |   |   |              |                    |                    |              |              |  |
|  | 12                     | Emmett A. Egger        | Emmett A. Egger   | 6           | 6           |  |  |               |                    |                    |                |                |   |   |              |                    |                    |              |              |  |

### 4ª sezione
|  | Primo turno          | Primo turno          | Primo turno          | Primo turno | Primo turno |  |  | Secondo turno | Secondo turno    | Secondo turno    | Secondo turno | Secondo turno |   |   | Ultimo turno | Ultimo turno | Ultimo turno | Ultimo turno | Ultimo turno |  |
|  |                      |                      |                      |             |             |  |  |               |                  |                  |               |               |   |   |              |              |              |              |              |  |
|  |                      |                      |                      |             |             |  |  |               |                  |                  |               |               |   |   |              |              |              |              |              |  |
|  |                      |                      |                      |             |             |  |  | 4             | Patrik Fabian    | Patrik Fabian    | 5             | 6(9)          |   |   |              |              |              |              |              |  |
|  | Qun Gao              | Qun Gao              | 6                    | 2           | 0           |  |  |               | Todd Volmari     | Todd Volmari     | 7             | 7             |   |   |              |              |              |              |              |  |
|  | Todd Volmari         | Todd Volmari         | 4                    | 6           | 6           |  |  |               |                  |                  |               |               |   |   |              | Todd Volmari | Todd Volmari | 2            | 1            |  |
|  | Chanchai Sookton-Eng | Chanchai Sookton-Eng | Chanchai Sookton-Eng | 0           | 0           |  |  |               |                  | 9                | Jaden Grinter | Jaden Grinter | 6 | 6 |              |              |              |              |              |  |
|  | Yutaro Matsuzaki     | Yutaro Matsuzaki     | Yutaro Matsuzaki     | 6           | 6           |  |  |               | Yutaro Matsuzaki | Yutaro Matsuzaki | 0             | 6(6)          |   |   |              |              |              |              |              |  |
|  |                      |                      |                      |             |             |  |  | 9             | Jaden Grinter    | Jaden Grinter    | 6             | 7             |   |   |              |              |              |              |              |  |
|  |                      |                      |                      |             |             |  |  |               |                  |                  |               |               |   |   |              |              |              |              |              |  |

### 5ª sezione
|  | Primo turno           | Primo turno           | Primo turno           | Primo turno | Primo turno |  |  | Secondo turno | Secondo turno         | Secondo turno         | Secondo turno      | Secondo turno     |   |      | Ultimo turno | Ultimo turno       | Ultimo turno       | Ultimo turno | Ultimo turno |  |
|  |                       |                       |                       |             |             |  |  |               |                       |                       |                    |                   |   |      |              |                    |                    |              |              |  |
|  |                       |                       |                       |             |             |  |  |               |                       |                       |                    |                   |   |      |              |                    |                    |              |              |  |
|  |                       |                       |                       |             |             |  |  | 5             | Zhaoyi Cao            | Zhaoyi Cao            | Zhaoyi Cao         | w/o               |   |      |              |                    |                    |              |              |  |
|  | Thanasi Kokkinakis    | Thanasi Kokkinakis    | Thanasi Kokkinakis    | 6           | 6           |  |  |               | Thanasi Kokkinakis    | Thanasi Kokkinakis    | Thanasi Kokkinakis |                   |   |      |              |                    |                    |              |              |  |
|  | Isaac Stoute          | Isaac Stoute          | Isaac Stoute          | 1           | 1           |  |  |               |                       |                       |                    |                   |   |      |              | Thanasi Kokkinakis | Thanasi Kokkinakis | 6            | 7            |  |
|  | Christopher O'Connell | Christopher O'Connell | Christopher O'Connell | 7           | 6           |  |  |               |                       | 15                    | Constantin Christ  | Constantin Christ | 2 | 6(4) |              |                    |                    |              |              |  |
|  | Andrew Poustie        | Andrew Poustie        | Andrew Poustie        | 6(2)        | 1           |  |  |               | Christopher O'Connell | Christopher O'Connell | 5                  | 4                 |   |      |              |                    |                    |              |              |  |
|  |                       | Marlino Pascual       | Marlino Pascual       | 2           | 0           |  |  | 15            | Constantin Christ     | Constantin Christ     | 7                  | 6                 |   |      |              |                    |                    |              |              |  |
|  | 15                    | Constantin Christ     | Constantin Christ     | 6           | 6           |  |  |               |                       |                       |                    |                   |   |      |              |                    |                    |              |              |  |

### 6ª sezione
|  | Primo turno           | Primo turno           | Primo turno         | Primo turno | Primo turno |  |  | Secondo turno | Secondo turno       | Secondo turno       | Secondo turno       | Secondo turno       |   |   | Ultimo turno | Ultimo turno  | Ultimo turno  | Ultimo turno | Ultimo turno |  |
|  |                       |                       |                     |             |             |  |  |               |                     |                     |                     |                     |   |   |              |               |               |              |              |  |
|  |                       |                       |                     |             |             |  |  |               |                     |                     |                     |                     |   |   |              |               |               |              |              |  |
|  |                       |                       |                     |             |             |  |  | 6             | Kaichi Uchida       | Kaichi Uchida       | 6                   | 6                   |   |   |              |               |               |              |              |  |
|  | Oliver Ceranic        | Oliver Ceranic        | 6                   | 3           | 6           |  |  |               | Oliver Ceranic      | Oliver Ceranic      | 2                   | 4                   |   |   |              |               |               |              |              |  |
|  | Aditya Ichsandi Haris | Aditya Ichsandi Haris | 1                   | 6           | 1           |  |  |               |                     |                     |                     |                     |   |   | 6            | Kaichi Uchida | Kaichi Uchida | 2            | 5            |  |
|  | Daniel Guccione       | Daniel Guccione       | Daniel Guccione     | 6(2)        | 3           |  |  |               |                     | 10                  | Axel Álvarez Llamas | Axel Álvarez Llamas | 6 | 7 |              |               |               |              |              |  |
|  | Joshua Tran           | Joshua Tran           | Joshua Tran         | 7           | 6           |  |  |               | Joshua Tran         | Joshua Tran         | 5                   | 1                   |   |   |              |               |               |              |              |  |
|  |                       | Joel Braund           | Joel Braund         | 0           | 0           |  |  | 10            | Axel Álvarez Llamas | Axel Álvarez Llamas | 7                   | 6                   |   |   |              |               |               |              |              |  |
|  | 10                    | Axel Álvarez Llamas   | Axel Álvarez Llamas | 6           | 6           |  |  |               |                     |                     |                     |                     |   |   |              |               |               |              |              |  |

### 7ª sezione
|  | Primo turno           | Primo turno           | Primo turno           | Primo turno | Primo turno |  |  | Secondo turno | Secondo turno         | Secondo turno         | Secondo turno   | Secondo turno   |   |   | Ultimo turno | Ultimo turno          | Ultimo turno          | Ultimo turno | Ultimo turno |  |
|  |                       |                       |                       |             |             |  |  |               |                       |                       |                 |                 |   |   |              |                       |                       |              |              |  |
|  |                       |                       |                       |             |             |  |  |               |                       |                       |                 |                 |   |   |              |                       |                       |              |              |  |
|  |                       |                       |                       |             |             |  |  | 7             | Rakshay Thakkar       | Rakshay Thakkar       | 4               | 2               |   |   |              |                       |                       |              |              |  |
|  | Chaleechan Tanasugarn | Chaleechan Tanasugarn | Chaleechan Tanasugarn | 6           | 6           |  |  |               | Chaleechan Tanasugarn | Chaleechan Tanasugarn | 6               | 6               |   |   |              |                       |                       |              |              |  |
|  | Stephen Theodorou     | Stephen Theodorou     | Stephen Theodorou     | 1           | 3           |  |  |               |                       |                       |                 |                 |   |   |              | Chaleechan Tanasugarn | Chaleechan Tanasugarn | 1            | 1            |  |
|  | Photos Photiades      | Photos Photiades      | 6                     | 2           | 2           |  |  |               |                       | 14                    | Thomas Szewczyk | Thomas Szewczyk | 6 | 6 |              |                       |                       |              |              |  |
|  | Andrew Zedde          | Andrew Zedde          | 2                     | 6           | 6           |  |  |               | Andrew Zedde          | Andrew Zedde          | 3               | 5               |   |   |              |                       |                       |              |              |  |
|  |                       | Harley Pearson        | Harley Pearson        | 2           | 1           |  |  | 14            | Thomas Szewczyk       | Thomas Szewczyk       | 6               | 7               |   |   |              |                       |                       |              |              |  |
|  | 14                    | Thomas Szewczyk       | Thomas Szewczyk       | 6           | 6           |  |  |               |                       |                       |                 |                 |   |   |              |                       |                       |              |              |  |

### 8ª sezione
|  | Primo turno        | Primo turno        | Primo turno        | Primo turno | Primo turno |  |  | Secondo turno | Secondo turno      | Secondo turno      | Secondo turno     | Secondo turno     |   |   | Ultimo turno | Ultimo turno   | Ultimo turno   | Ultimo turno | Ultimo turno |  |
|  |                    |                    |                    |             |             |  |  |               |                    |                    |                   |                   |   |   |              |                |                |              |              |  |
|  |                    |                    |                    |             |             |  |  |               |                    |                    |                   |                   |   |   |              |                |                |              |              |  |
|  |                    |                    |                    |             |             |  |  | 8             | Mac Styslinger     | 2                  | 6                 | 6                 |   |   |              |                |                |              |              |  |
|  | Dylan M. Mccloskey | Dylan M. Mccloskey | Dylan M. Mccloskey | 6(4)        | 4           |  |  |               | Cesar Torres       | 6                  | 2                 | 0                 |   |   |              |                |                |              |              |  |
|  | Cesar Torres       | Cesar Torres       | Cesar Torres       | 7           | 6           |  |  |               |                    |                    |                   |                   |   |   | 8            | Mac Styslinger | Mac Styslinger | 6            | 6            |  |
|  | Alexander Babanine | Alexander Babanine | Alexander Babanine | 6           | 6           |  |  |               |                    | 16                 | Soichiro Moritani | Soichiro Moritani | 3 | 2 |              |                |                |              |              |  |
|  | Matej Búril        | Matej Búril        | Matej Búril        | 0           | 4           |  |  |               | Alexander Babanine | Alexander Babanine | 0                 | 2                 |   |   |              |                |                |              |              |  |
|  |                    | James Dann         | James Dann         | 0           | 0           |  |  | 16            | Soichiro Moritani  | Soichiro Moritani  | 6                 | 6                 |   |   |              |                |                |              |              |  |
|  | 16                 | Soichiro Moritani  | Soichiro Moritani  | 6           | 6           |  |  |               |                    |                    |                   |                   |   |   |              |                |                |              |              |  |